# Kamionka vranovska
Kamionka vranovska (vranovská kamenina) – wyroby z kamionki produkowane przez fabrykę w czeskiej miejscowości Vranov nad Dyjí w okresie 1799 - 1882.
Fabrykę założył Josef Weiss w 1799, jednak rozbudował, zwiększył asortyment i wprowadził na rynki europejskie właściciel Vranova Stanisław Mniszek, który nabył ten zakład w 1816 r. Fabryka Mniszków zatrudniająca do około 80 pracowników produkowała kamionkę wedgwoodowską, w okresie prosperity lat 30. i 40. XIX w. głównie artystyczną, ozdobną (m.in. serwisy, wazy). Oprócz sprzedaży krajowej eksportowaną ją za granicę. W tym okresie wytwórnia należała do czołowych pod względem jakości wyrobów w państwie austro-węgierskim i oddziaływała jako wzór na inne zakłady kamionki artystycznej. W II połowie XIX w. coraz większy udział miała produkcja wyrobów masowych i kamionkowych wyrobów budowlanych. Stopniowo narastające problemy ze zbytem doprowadziły do likwidacji fabryki w 1882 r.
Wyroby z kamionki vranovskiej eksponuje na stałych wystawach muzeum na zamku we Vranovie, Jihomoravské muzeum ve Znojmě i Moravská galerie v Brně oraz słowackie Múzeum mesta Bratislavy.
Kamionce vranovskiej poświęcono w roku 2000 seminarium naukowe, którego materiały wydano w postaci monografii